# Владимирцев, Сергей Георгиевич
Сергей Георгиевич Владимирцев (род. 26 декабря 1953, Ашхабад) — советский легкоатлет, специалист по бегу на короткие дистанции. Выступал за сборную СССР по лёгкой атлетике во второй половине 1970-х годов, чемпион Универсиады в Риме, обладатель бронзовой медали чемпионата Европы, победитель первенств всесоюзного и республиканского значения. Мастер спорта СССР международного класса. Тренер по лёгкой атлетике и бобслею.

## Биография
Сергей Владимирцев родился 26 декабря 1953 года в Ашхабаде, Туркменская ССР.
Занимался лёгкой атлетикой в Ашхабаде, выступал здесь за добровольные спортивные общества «Захмет» и «Локомотив».
Впервые заявил о себе на всесоюзном уровне в сезоне 1975 года, когда на чемпионате страны в рамках VI летней Спартакиады народов СССР в Москве выиграл серебряную медаль в беге на 100 метров — уступил здесь только титулованному Валерию Борзову. Будучи студентом Туркменского государственного университета, представлял Советский Союз на Универсиаде в Риме, где завоевал золото в программе эстафеты 4 × 100 метров.
Окончив университет в 1977 году, переехал на постоянное жительство в Московскую область, где представлял физкультурно-спортивное общество «Динамо».
В 1978 году на чемпионате СССР в Тбилиси стал бронзовым призёром на дистанции 100 метров, на чемпионате Европы в Праге вместе с соотечественниками Николаем Колесниковым, Александром Аксининым и Владимиром Игнатенко завоевал бронзовую награду в эстафете 4 × 100 метров.
В 1979 году на VII летней Спартакиаде народов СССР в Москве с командой РСФСР установил рекорд страны в эстафете 4 × 200 метров — 1.22,5, при этом победил в зачёте всесоюзного чемпионата, а в общем зачёте уступил команде США. Помимо этого, взял бронзу чемпионата СССР в эстафете 4 × 100 метров.
За выдающиеся спортивные достижения удостоен почётного звания «Мастер спорта СССР международного класса».
По завершении спортивной карьеры с 1981 года занимался тренерской деятельностью, работал тренером по бобслею в спортивной школе олимпийского резерва «Хлебниково» в Москве. Заслуженный тренер РСФСР (1992).